# Óros Tómaros
Óros Tómaros är ett berg i Grekland.   Det ligger i prefekturen Nomós Ioannínon och regionen Epirus, i den centrala delen av landet, 300 km nordväst om huvudstaden Aten. Toppen på Óros Tómaros är 1 976 meter över havet.
Terrängen runt Óros Tómaros är kuperad norrut, men söderut är den bergig. Óros Tómaros är den högsta punkten i trakten. Runt Óros Tómaros är det glesbefolkat, med 20 invånare per kvadratkilometer. Närmaste större samhälle är Ioánnina, 18,5 km norr om Óros Tómaros. I omgivningarna runt Óros Tómaros växer i huvudsak blandskog.